# 힐스테이트 가양 더와이즈
힐스테이트 가양 더와이즈(영어: Hillstate Gayang The Wise)는 대한민국 대전광역시 동구 가양동에 위치한 아파트이다. 최고 높이 49층이고 지하로는 4층까지 있다. 2021년에 착공하여 2024년에 완공되었다. 완공 당시 대전광역시에서 2번째로 높은 마천루가 되었다. 최고 높이는 102동, 103동 기준 170m이다. 현대건설이 개발하고 건설했다.

## 역사
2020년 현대건설은 힐스테이트 대전 더스카이를 분양한다. 2021년 착공에 들어갔다. 2023년 현대건설은 힐스테이트 가양 더와이즈를 분양한다. 대전 동구 스카이라인이 달라진다. 최고 49층인 힐스테이트 가양 더와이즈가 등장한다고 한다. 2021년 이미 착공하였고 공사중이고 2024년에 완공하였다. 완공 후 대전에서 170m 이상 건물이 들어섰다. 102동과 103동의 높이가 비슷하다.

## 구성
다음은 힐스테이트 가양 더와이즈의 구성이다.
| 동 명칭 | 층수 | 높이 |
| ------- | ---- | ---- |
| 101동   | 42층 | 151m |
| 102동   | 49층 | 170m |
| 103동   | 48층 | 170m |

## 높이
최고 높이는 102동과 103동의 최고 높이는 170m이고 최고 층수는 지상 49층이다. 2024년 동구에 완공 후 높이를 자랑한다. 완공 당시 대전에서 2번째로 높은 마천루가 되었다. 102동과 103동 높이가 170m고 170m 이하의 아파트가 101동 높이가 151m이다. 

## 특징
이 지역에서 대표하는 아파트가 지상 49층이다. 동구 최초의 지상 49층 스카이라인이다. 근린생활시설, 부대시설, 피난안전구역 등이 들어섰다. 공동주택 주차장 출구와 입구가 있고 주민운동시설, 다함께돌봄센터, 어린이놀이터가 있다. 외부 E/V와 실외기가 있다. 

## 내부 시설

### 101동
| 층수                | 용도               |
| ------------------- | ------------------ |
| 42층                | 아파트, 스카이가든 |
| 18층 ~ 41층         | 아파트             |
| 17층                | 피난안전구역       |
| 5층 ~ 21층          | 아파트             |
| 4층                 | 필로티             |
| 1층 ~ 3층           | 근린생활시설       |
| 지하 4층 ~ 지하 1층 | 지하주차장         |

### 102동
| 층수                | 용도                                 |
| ------------------- | ------------------------------------ |
| 22층 ~ 49층         | 아파트                               |
| 20층 ~ 22층         | 스카이가든, 아파트                   |
| 19층                | 피난안전구역                         |
| 5층 ~ 218층         | 아파트                               |
| 4층                 | 부대시설(경로당, 사우나 등) / 필로티 |
| 1층 ~ 3층           | 근린생활시설                         |
| 지하 4층 ~ 지하 1층 | 지하주차장                           |

### 103동
| 층수                | 용도                              |
| ------------------- | --------------------------------- |
| 22층 ~ 48층         | 아파트                            |
| 20층 ~ 22층         | 스카이가든, 아파트                |
| 19층                | 피난안전구역                      |
| 5층 ~ 18층          | 아파트                            |
| 4층                 | 필로티                            |
| 3층                 | 부대시설(피트니스, 골프연습장 등) |
| 1층 ~ 2층           | 근린생활시설                      |
| 지하 4층 ~ 지하 1층 | 지하주차장                        |

## 같이 보기
- 대한민국의 마천루 목록
- 대전광역시의 마천루 목록